# Asplenium anguifrons
Asplenium anguifrons är en svartbräkenväxtart som beskrevs av Alexander Gilli. Asplenium anguifrons ingår i släktet Asplenium och familjen Aspleniaceae. Inga underarter finns listade.